# Octobre 1796

## Événements
- États-Unis : un navire de commerce de Boston débarque à Monterey, en Californie[1].

- 2 octobre : bataille de Biberach.

- 16 octobre : Bonaparte crée la République cispadane, comprenant Modène et les Légations occupées par l’armée française[2].
  - L’Italie est organisée afin de fournir à l’effort de guerre français ce dont il a besoin économiquement et militairement. Après la conquête, les exactions fiscales, les interférences politiques, l’indifférence des Français aux conditions locales ou aux aspirations des patriotes italiens suscite rapidement une hostilité marquée à leur encontre. L’initiative de Bonaparte évite à l’Italie un régime d’occupation militaire direct. Il encourage largement la propagande révolutionnaire.

- 19 octobre : bataille d'Emmendingen.

## Naissances
- 13 octobre : Anders Retzius (mort en 1860), anatomiste suédois.